# Непрушево
Непрушево (пол. Niepruszewo, нім. Seehofen) — село в Польщі, у гміні Бук Познанського повіту Великопольського воєводства.
Населення — 1387 осіб (2011).
У 1975-1998 роках село належало до Познанського воєводства.

## Демографія
Демографічна структура станом на 31 березня 2011 року:
|          | Загалом | Допрацездатний вік | Працездатний вік | Постпрацездатний вік |
| -------- | ------- | ------------------ | ---------------- | -------------------- |
| Чоловіки | 680     | 140                | 486              | 54                   |
| Жінки    | 707     | 129                | 463              | 115                  |
| Разом    | 1387    | 269                | 949              | 169                  |